# Entsorgungsbetriebe Essen
Die Entsorgungsbetriebe Essen GmbH (kurz EBE) wurde im Jahr 1998 in Essen gegründet und nahm 1999 ihren operativen Betrieb auf. Die Aufgaben der Gesellschaft sind die Abfallberatung bzw. Abfallerziehung, die Abfall- und Sperrmüllabfuhr und deren Entsorgung, die Stadtreinigung mitsamt Winterwartung und Laubsammlung, die Bereitstellung von Recyclingstationen und Müllcontainern für Gewerbetreibende. Als Geschäftsführer sind Ulrich W. Husemann für den strategischen Geschäftsbereich und Karsten Woidtke für den operativen Geschäftsbereich verantwortlich.

## Geschichte

### Städtische Organisation
Nach der Entwicklung des Automobils, wurde im Jahr 1871 der städtische Fuhrpark in Essen eröffnet. Neben der Aufbewahrung der Automobile, war die Abteilung Fuhrpark auch für die Müllentsorgung zuständig. Ab dem Jahr 1915 wurden u. a. die Straßen mit Kehrmaschinen gereinigt, dass veranlasste die Firma Krupp im Jahr 1920 Entsorgungsfahrzeuge bereitzustellen. Während des Zweiten Weltkrieges wurden Betriebshöfe zerstört, die anschließend wieder aufgebaut werden mussten. Nach Fertigstellung der neuen Anlage, wurde der neue Betriebshof im Jahr 1955 auf der Elisenstraße eingeweiht. Das Aufgabengebiet wurde 1963 weiter ausgebreitet, da die Stadt mit dem Energiekonzern RWE das Müllheizkraftwerk Essen-Karnap erbaute. Die erzeugte Energie bei der Verbrennung wurde wieder an die Haushalte zurückgegeben. Im darauffolgenden Jahr wurde die Abholung von Sperrmüll angeboten.

### Betriebliche Ausgliederung
Im Jahr 1998 wurde die Firma Entsorgungsbetriebe Essen GmbH gegründet und löste somit das Stadtamt 70 (die klassische städtische Müllabfuhr) ab. Die Stadt Essen besitzt über die Essener Versorgungs- und Verkehrsgesellschaft (EVV) mbH 51 Prozent der Anteile. Die restlichen 49 Prozent hält heute die Remondis Kommunale Dienste West GmbH.
Auch der Sitz des Unternehmens wurde verlegt: Man schuf einen neuen zentralen Punkt für Verwaltung und Fuhrpark im Essener Nordviertel am heutigen Krupp-Gürtel. Im Dreieck zwischen der heutigen ThyssenKrupp-Hauptverwaltung, Essener Innenstadt und der frisch entwickelten Neuen Mitte logiert die EBE mit ihren Schwerpunkten Müllabfuhr und Reinigung heute in einem stark aufgewerteten und aufstrebenden Viertel Essens. Der Containerdienst ist im Norden an der Stauderstraße angesiedelt.
Zum 1. Januar 2023 wurde der Containerdienst in eine Tochtergesellschaft überführt. Die Entsorgungs- und Servicebetriebe (ESBE) GmbH & Co. KG ist ein 100-Prozent-Tochter der EBE und für das komplette Containergeschäft für Gewerbekunden zuständig.

## Aufgaben

### Müllentsorgung
Die Entsorgung des häuslichen Abfalls für alle Haushalte, Großkonzerne und Gewerbetreibende wurde von der Stadt beauftragt. Dies geschieht in regelmäßigen Abständen und erfolgt nach einem Terminplan für derzeit drei Mülltonnenarten (Restmüll, Papier, Bio). Der täglich entsorgte Hausmüll der Stadt Essen, wird vom Unternehmen mit 735 Tonnen beziffert.

#### Graue Tonne
Im wöchentlichen Rhythmus wird die graue Mülltonne geleert. Bei etwaigen Verschiebungen des Entleerungstermins, durch Feiertage, verschiebt sich die Leerung in der Regel um einen Tag nach hinten. Ergänzend zur Tonne ist es möglich, einen Abfallsack der Stadt Essen zu kaufen.

#### Braune Tonne
Die so genannte Bio-Tonne für Garten- und Grünabfälle wird alle zwei Wochen geleert, wenn der Besitzer diese an den Straßenrand gestellt hat (Teilservice).

#### Blaue Tonne
Seit 2004 werden alle vier Wochen die für Privathaushalte kostenlosen blauen Tonnen für Pappe und Papier geleert. Ergänzend oder alternativ können zahlreiche Depotcontainer für Altpapier im Stadtgebiet genutzt werden.

#### Depotcontainer
An zentralen Stellen in den Essener Stadtteilen stehen Depotcontainer. Diese werden für Glas, Altpapier, Kleidung und Schuhe bereitgestellt.

### Stadtreinigung
Die EBE ist für die gesamte Stadtreinigung verantwortlich. Darunter fallen die Straßen-, Grünflächen- sowie oft auch Sonderreinigungen wie z. B. zu Karneval, bei Stadtfesten oder dem Weihnachtsmarkt, der Winterdienst und die aufwändige herbstliche Laubsammlung.
Alle öffentlichen Straßen und Plätze werden in Essen von der EBE entsprechend der Straßenreinigungssatzung gereinigt. Zusätzlich werden einige Mitarbeiter in der Wildkrautbekämpfung und zur Mittelstreifenreinigung eingesetzt.

#### Grünflächenreinigung
Die Grünanlagen oder auch Spielplätze, die vom Müll gesäubert werden sollen, benennt „Grün & Gruga“ und gibt dabei vor, wie oft dort gereinigt werden soll. Diese Arbeiten werden seit dem 1. Juli 2000 durchgeführt. Seit 2013 gibt es zudem sommerliche Sonntags-Reinigungen in neun großen Essener Parks, damit die Besucher ohne Reste vom Abend zuvor entspannt das Grün genießen können.

#### Sonderreinigung
Sonderreinigungen erfolgen nach oder während Großveranstaltungen wie z. B. Rosenmontagsumzügen, Weihnachtsmarkt, Straßenfesten, Sonderprojekte (z. B. Still-Leben Ruhrschnellweg) und der Loveparade 2007.

#### Winterdienst
Der Streu- und Räumdienst wird nach Dringlichkeit vollzogen. Wichtige Knotenpunkte in der Infrastruktur werden dabei als erstes geräumt, auch einige Bundes- und Landesstraßen im Auftrag von Straßen NRW. Diese so genannten A-Pläne werden in 24-Stunden-Bereitschaft gefahren.  Die Nebenstraßen (B-Pläne) werden zwischen 6 und 22 Uhr bedient.

### Sperrmüll
Um den Sperrmüll abholen zu lassen, kann man die EBE per Telefon, E-Mail oder Post kontaktieren und einen Termin erhalten. Sperrmüll in haushaltsüblichen Mengen wird kostenlos abgeholt, dazu zählen sperrige Hausratsgegenstände, die mit der Hand transportiert werden können, die nicht in die graue Mülltonne passen, diese beschädigen oder das Entleeren erschweren können. Auch große Elektrogeräte und Schrott gehören zum Sperrmüll. Seit 2015 werden auch größere Teile aus Kunststoff mitgenommen, um die gesetzeskonforme separate Erfassung dieses Stoffes zu erleichtern. Der Sperrmüll wird vom Straßenrand und von öffentlicher Fläche abgeholt, aber nicht aus den Haushalten getragen.
Sperrmüll kann auch an Recyclingstationen kostenlos abgegeben werden.

### Recyclingstationen
Die EBE hat in Essen zwei Recyclinghöfe (Altenessen und Werden) und vier Recyclingstationen. Man unterscheidet die kostenfreie (z. B. Elektroherd, Batterien) und die kostenpflichtige (z. B. Altöl und Asbestzement) Abgabe.

### Containerdienst
Vom Standort Stauderstraße im Essener Norden aus betreibt die EBE ihren Containerdienst.

## Sonstiges
- Die gelbe Tonne wird in Essen nicht von der EBE geleert, sondern von der REMONDIS AG & Co. KG.[7]

### Fuhrpark
- ca. 80 Müllwagen
- ca. 25 Kleinkehrmaschinen
- ca. 15 Großkehrmaschinen
- ca. 40 Containerfahrzeuge
- ca. 20 Pkw

dazu Laubsauger, Freischneider, Streuaufsätze

## Aktuell
Im November 2018 war die EBE an der Veröffentlichung einer neuen App "Essen bleib(t) sauber!" der Stadt Essen beteiligt. Diese App ermöglicht es den Bürgerinnen und Bürger der Stadt Essen unerlaubte Müllablagerungen o. ä. innerhalb des Stadtgebietes zu melden. Durch diese Meldungen kann die EBE diese bspw. unerlaubten Ablagerungen entfernen.